# Agrone (Pieve di Bono-Prezzo)
Agrone (Dagrù in dialetto locale) è una frazione del comune di Pieve di Bono-Prezzo, della quale fa parte anche il nucleo staccato di Frugone (Fregù in dialetto locale). Il paese posto a 615 m s.l.m., racchiuso tra la statale del Caffaro e il torrente Adanà; dista 74 km da Brescia e 58 km da Trento.

## Storia
Agrone è stato Comune autonomo dal 1806 fino al 1928. Le prime notizie sul paese si trovano in una pergamena datata 4 ottobre 1288 quando si parla di Armanino da Frugone.
Anticamente le Ville di Agrone con Frugone e Polsè, formavano una Magnifica Comunità, inglobata nella Plebis Bonus (Pieve di Bono). Polsè è una Villa scomparsa, le ultime sue notizie si hanno nel 1442.

## Monumenti e luoghi d'interesse

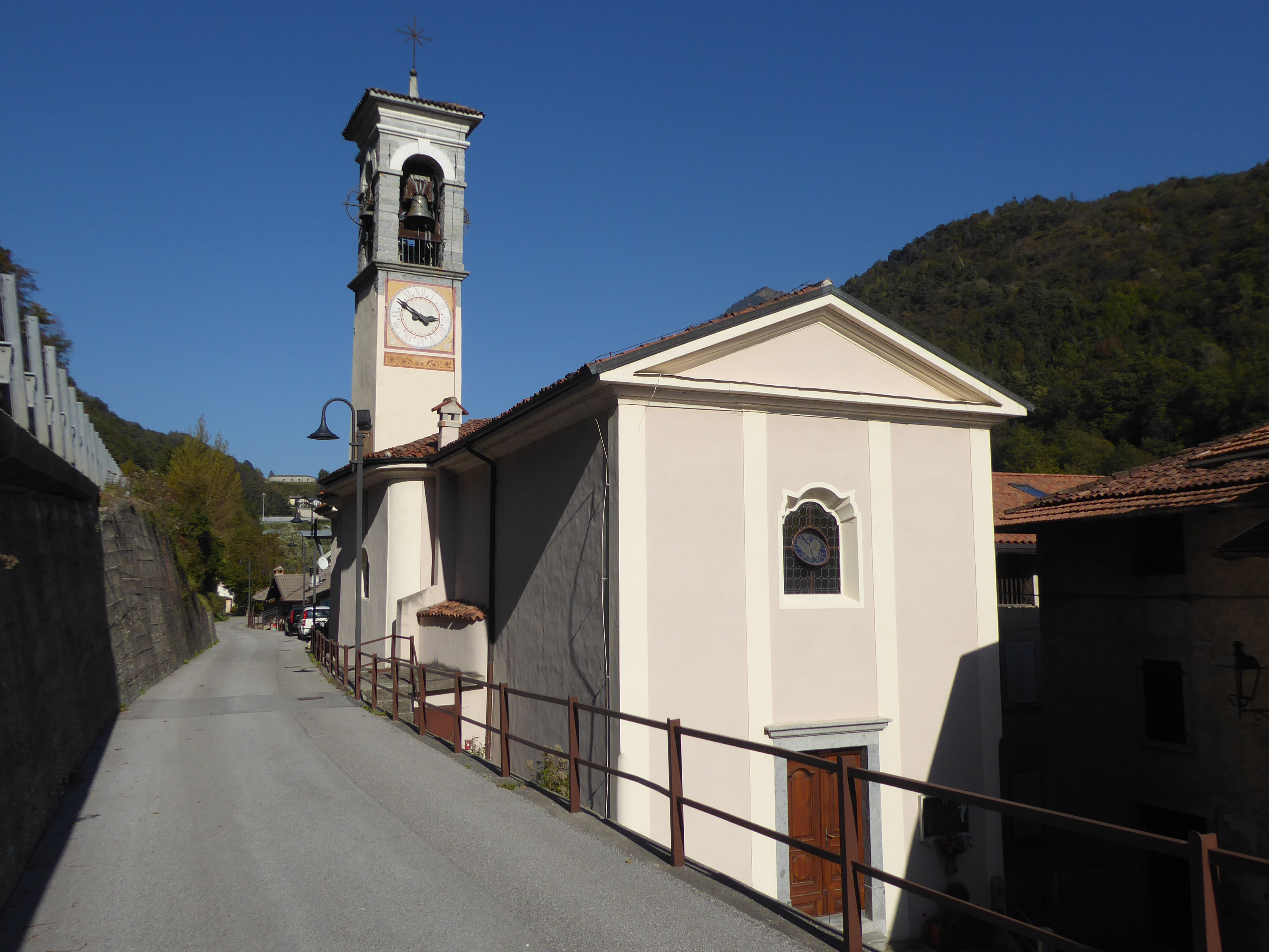
La chiesa di Sant'Antonio Abate

### Architetture religiose
- Chiesa di Sant'Antonio Abate. La chiesa di Agrone fu costruita nel 1530 e consacrata il 10 maggio 1533, patrono del paese è Sant’Antonio Abate.

### Architetture civili
Ad Agrone c’è una casa di un certo valore storico, la ca' dei Guarienti (Guarieç) di cui si trova un documento-spartizione del 1667.Sono presenti inoltre delle volte di epoca Romana denominate "curt" (corti);inoltre sono presenti segni di passaggio di una strada Romana appunto. A Frugone c’è la ca' dei Canèle o ca' dei Ros, che anticamente ebbe una certa vestigia essendo stata la sede amministrativa della Comunità di Bono. Sempre a Frugone è antica la casa di Frugone, che si trova in basso nella frazione.